# Lijst van nummer 1-hits in Wallonië in 2021
Deze hits stonden in 2021 op nummer 1 in de Belgische Ultratop 50, de bekendste hitlijst in Wallonië.
| Datum        | Artiest                       | Titel                   |
| ------------ | ----------------------------- | ----------------------- |
| 2 januari    | Dua Lipa & Angèle             | Fever                   |
| 9 januari    | Dua Lipa & Angèle             | Fever                   |
| 16 januari   | Dua Lipa & Angèle             | Fever                   |
| 23 januari   | Dua Lipa & Angèle             | Fever                   |
| 30 januari   | Dua Lipa & Angèle             | Fever                   |
| 6 februari   | Dua Lipa & Angèle             | Fever                   |
| 13 februari  | Dua Lipa & Angèle             | Fever                   |
| 20 februari  | Dua Lipa & Angèle             | Fever                   |
| 27 februari  | Dua Lipa & Angèle             | Fever                   |
| 6 maart      | The Weeknd                    | Save your tears         |
| 13 maart     | Dua Lipa & Angèle             | Fever                   |
| 20 maart     | The Weeknd                    | Save your tears         |
| 27 maart     | The Weeknd                    | Save your tears         |
| 3 april      | The Weeknd                    | Save your tears         |
| 10 april     | The Weeknd                    | Save your tears         |
| 17 april     | The Weeknd                    | Save your tears         |
| 24 april     | The Weeknd                    | Save your tears         |
| 1 mei        | The Weeknd                    | Save your tears         |
| 8 mei        | Damso                         | Morose                  |
| 15 mei       | The Weeknd                    | Save your tears         |
| 22 mei       | The Weeknd                    | Save your tears         |
| 29 mei       | The Weeknd                    | Save your tears         |
| 5 juni       | The Weeknd                    | Save your tears         |
| 12 juni      | P!nk & Willow Sage Hart       | Cover me in sunshine    |
| 19 juni      | Soso Maness & PLK             | Petrouchka              |
| 26 juni      | P!nk & Willow Sage Hart       | Cover me in sunshine    |
| 3 juli       | P!nk & Willow Sage Hart       | Cover me in sunshine    |
| 10 juli      | P!nk & Willow Sage Hart       | Cover me in sunshine    |
| 17 juli      | P!nk & Willow Sage Hart       | Cover me in sunshine    |
| 24 juli      | P!nk & Willow Sage Hart       | Cover me in sunshine    |
| 31 juli      | Kungs                         | Never going home        |
| 7 augustus   | Ed Sheeran                    | Bad habits              |
| 14 augustus  | Ed Sheeran                    | Bad habits              |
| 21 augustus  | Ed Sheeran                    | Bad habits              |
| 28 augustus  | Ed Sheeran                    | Bad habits              |
| 4 september  | Ed Sheeran                    | Bad habits              |
| 11 september | Ed Sheeran                    | Bad habits              |
| 18 september | Ed Sheeran                    | Bad habits              |
| 25 september | Ed Sheeran                    | Bad habits              |
| 2 oktober    | The Kid Laroi & Justin Bieber | Stay                    |
| 9 oktober    | Ed Sheeran                    | Bad habits              |
| 16 oktober   | The Kid Laroi & Justin Bieber | Stay                    |
| 23 oktober   | Stromae                       | Santé                   |
| 30 oktober   | Angèle                        | Bruxelles je t'aime     |
| 6 november   | Elton John & Dua Lipa         | Cold heart (PNAU remix) |
| 13 november  | Angèle                        | Bruxelles je t'aime     |
| 20 november  | Elton John & Dua Lipa         | Cold heart (PNAU remix) |
| 27 november  | Adele                         | Easy on me              |
| 4 december   | Adele                         | Easy on me              |
| 11 december  | Angèle                        | Bruxelles je t'aime     |
| 18 december  | Angèle                        | Bruxelles je t'aime     |
| 25 december  | Angèle                        | Bruxelles je t'aime     |